# Абориген (сорт яблони)

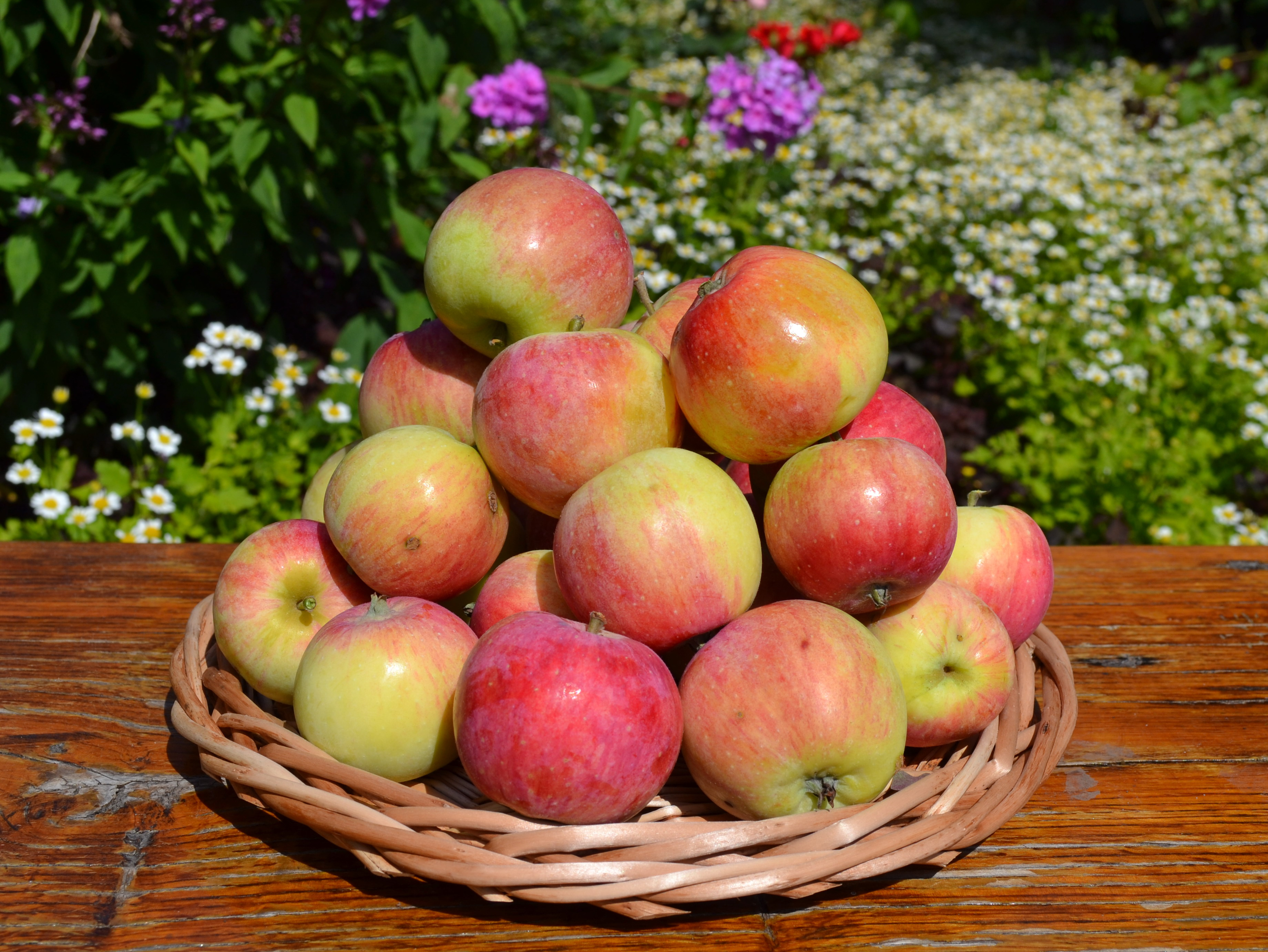
фото Виталий Брыкин

Абориге́н — сорт яблони домашней.

## Происхождение
Выведен в Дальневосточном научно-исследовательском институте сельского хозяйства А. В. Болоняевым от скрещивания 'Августовского Дальневосточного' с 'Ребристым'.

## Характеристика
Дерево умеренного роста. Крона округло-продолговатой формы. Побеги опушенные, тёмно-коричневые. Сорт частично самоплодный. Скороплодность средняя или высокая. Плодоношение начинается на 3-4-й год, урожайность — до 52 кг с 10-летнего дерева.
Плоды мелкие, 50 г, максимум 130 г. Форма округло-вытянутая. Поверхность гладкая.
Воронка средней глубины, средней ширины.
Плодоножка средней длины и толщины.
Основная окраска светло-жёлтая. Покровная окраска — размытый полосатый или ярко-красный румянец. мелкие, многочисленные, слабо выражены.
Вкус приятный, кисловато-сладкий с легкой терпкостью.
В плоды хранятся в тёплом помещении до 15 дней, в холодильнике и подвале до 40 дней и более.
Достоинства сорта: зимостойкость высокая: без повреждений выдерживает до −35 C°. Полная устойчивость к монилиальному ожогу и парше.
Недостатки: мелкие плоды.

## Селекция
Используется в селекции на полиплоидном уровне для выведения триплоидных форм. Сорт по данным цитологических исследований признан тетраплоидно-диплоидной химерой.